# Alonso Edward
Alonso Edward (ur. 8 grudnia 1989 w Panamie) – panamski lekkoatleta, sprinter. Olimpijczyk (2012–2020).
Brat Mateo Edwarda.

## Osiągnięcia
- odpadł w eliminacjach biegu na 100 metrów podczas mistrzostw świata juniorów (Bydgoszcz 2008)
- dwa złote medale mistrzostw Ameryki Południowej (Lima 2009, bieg na 100 metrów i bieg na 200 metrów)
- srebro mistrzostw świata (bieg na 200 metrów, Berlin 2009)
- srebro igrzysk Ameryki Środkowej (bieg na 200 metrów, San José 2013)
- złoto igrzysk Ameryki Południowej (bieg na 100 metrów, Santiago 2014)
- 1. miejsce podczas pucharu interkontynentalnego (bieg na 200 metrów, Marrakesz 2014)
- brązowy medal igrzysk panamerykańskich (bieg na 200 metrów, Toronto 2015)
- 4. miejsce podczas mistrzostw świata (bieg na 200 metrów, Pekin 2015)
- 7. miejsce podczas igrzysk olimpijskich (bieg na 200 metrów, Rio de Janeiro 2016)
- złoto igrzysk Ameryki Południowej (bieg na 100 metrów, Cochabamba 2018)
- 4. miejsce na igrzyskach panamerykańskich (bieg na 200 metrów, Lima 2019)
- brąz igrzysk Ameryki Środkowej (bieg na 200 metrów, San Salvador 2023)
- złoto mistrzostw Ameryki Południowej (São Paulo 2023)
- 5. miejsce na igrzyskach panamerykańskich (Santiago 2023, bieg na 100 metrów i bieg na 200 metrów)
- dwukrotny triumfator Diamond Race w biegu na 200 metrów (2014 i 2015)[2]

## Rekordy życiowe
- bieg na 100 metrów – 10,01 (2018); rekord Panamy / 9,97w (2009)
- bieg na 200 metrów – 19,81 (2009); rekord Ameryki Południowej
- bieg na 200 metrów (hala) – 20,70 (2010); rekord Panamy[3]

Edward jest aktualnym rekordzistą Panamy w sztafecie 4 × 400 metrów (3:09,67 w 2007).